# Michel Camdessus
Michel Camdessus (nascido em 1 de maio de 1933) foi diretor-gerente do Fundo Monetário Internacional (FMI) entre 16 de janeiro de 1987 e 14 de fevereiro de 2000.
A crise financeira asiática foi um dos eventos mais importantes ocorridos em seu mandato. Seu desempenho no cargo foi criticado por não haver atentado para as circunstâncias singulares dos países do Leste da Ásia e por haver imposto medidas que causaram considerável tumulto e distúrbios em países como a Indonésia..
Anteriormente, foi vice-presidente e presidente do Banco da França de novembro de 1984 até mudar-se para Washington, DC.
Nascido em Baiona, França, Camdessus graduou-se na Universidade de Paris e pós-graduou-se em economia no Instituto de Estudos Políticos de Paris (Sciences Po) e na Escola Nacional de Administração.
Atualmente, preside as Semanas Sociais da França e integra a Comissão para a África, criada por Tony Blair. Também é membro da Pontifícia Comissão para Justiça e Paz. Camdessus integra o Painel para o Progresso da África (PPA), uma instituição independente formada em abril de 2007 para atrair a atenção dos dirigentes mundiais para a necessidade de cumprir os compromissos de seus países com aquele continente.